# VI когорта нервиев
VI когорта нервиев (лат. Cohors VI Nerviorum) — вспомогательное подразделение армии Древнего Рима.
По всей видимости, данное подразделение было сформировано в провинции Белгика из народа нервиев в конце правления императора Домициана для укрепления обороны рейнской границы. Когорта, очевидно, была переброшена в Британию в 122 году во время посещения императором Адрианом этой провинции, чтобы укрепить местный гарнизон, уменьшившийся в результате восстания британцев в 119—121 годах. Предположительно, когорта участвовала в строительстве вала Адриана. Первоначально она стояла лагерем в крепости Магнида, а затем была переведена в крепость Эзика около вала Адриана. В эпоху правления Антонина Пия данное подразделение участвовало в кампании в Каледонии и строительстве нового вала Антонина, расположенного севернее вала Адриана. Тогда когорта дислоцировалась в крепости Касл Раф. Когда вал Антонина был оставлен, VI когорта нервиев вернулась на прежние рубежи. Очевидно, в 193 году она поддержала претендента на трон Клодия Альбина. В 205 году подразделение было передислоцировано в Виросид. В 208—211 годах, предположительно, когорта участвовала в походе в Каледонию императора Септимия Севера. В начале V века, согласно Notitia Dignitatum, она всё ещё находилась в Виросиде. Вероятно, была выведена с острова вместе с остальными подразделениями между 407 и 410 годом.